# Khbizet maâdnous
Khbizet maâdnous ou maadnoussia, est un plat traditionnel algérien à base de viande ou poulet, oignons, œufs et surtout beaucoup de persil, d’où son nom qui signifie « pain au persil ».
Le Khbizet maâdnous est une sorte d'omelette à la viande et au persil, cuite au four, qu'on sert généralement en entrée[réf. nécessaire].